# Vladimir Tourtchinski
Vladimir Ievguenievitch Tourtchinski (en russe : Владимир Евгеньевич Турчинский), né le 28 septembre 1963 à Moscou et mort le 16 décembre 2009, est un culturiste, présentateur de radio et de télévision, chanteur et homme d'affaires russe.

## Biographie
Diplômé de l'Université d’État de l'éducation physique, du sport, de la jeunesse et du tourisme de Russie.
Au milieu des années 1990, Vladimir Tourtchinski participe à l'émission télévisée russe Gladiator's Fights, où il devient célèbre comme gladiateur Dynamite. Il participe à plusieurs reprises à la compétition The World's Strongest Man. De 2003 à 2009, Tourtchinski est le président de la Russian Professional Extreme Power League (P.L.S.E.). Directeur et fondateur du réseau des clubs de fitness "Marc Aurèle".
Depuis 1999, Vladimir Tourtchinski participe à l'émission télévisée sportive pour jeunes Star-Start, d'abord en tant qu'invité, puis en tant que présentateur. En 2001, Tourtchinski est invité à présenter l'émission pour enfants Maman, papa et moi - une famille sportive, diffusée sur Rossiya 1. En 2006, il participe à la version russe de la  série télévisée éducative américaine Sesame Street (chaîne STS).
Vladimir Tourtchinski a dirigé un certain nombre de programmes télévisés: Fear Factor (2003), Fear Factor-2 (2004) sur NTV; L'homme le plus fort sur la chaîne Sport; Rire sans règles (depuis avril 2007), Slaughter League (depuis 2007) sur TNT et autres. Depuis la mi-novembre 2004, il dirige une émission sur le jazz et le blues The Last of the Mohicans sur la station de radio Silver Rain. Il a joué les rôles secondaires dans de nombreux films russes. Il a aussi prêté sa voix au personnage de Claudius Cornedurus lors du doublage en russe d''Astérix aux Jeux olympiques.
Il meurt d'un infarctus dans sa maison de campagne de Pachoukovo dans l'oblast de Moscou.

## Filmographie partielle
- 2008 : Russian Transporter (Непобедимый, Nepobedimy) d'Oleg Pogodine : Igor Solodov
- 2007 : Papiny Dochki série télévisée d'Alexandre Rodnianski : Fedor, entraîneur de culturisme